# Olivier de Rougé
 (février 2020).
Si vous disposez d'ouvrages ou d'articles de référence ou si vous connaissez des sites web de qualité traitant du thème abordé ici, merci de compléter l'article en donnant les références utiles à sa vérifiabilité et en les liant à la section « Notes et références ».
Olivier de Rougé (« vicomte de Rougé »),  né le 15 janvier 1862 au Château des Rues à Chenillé-Changé (Maine-et-Loire) et mort dans la même commune le 30 décembre 1932, est un agronome et homme politique français. 

## Biographie
Issu de la famille de Rougé, il est le fils de Camille de Rougé et de Marthe de Charnières, 
Il est aussi l'arrière petit-fils de François Pierre Olivier de Rougé. 
Il fut maire de Chenillé-Changé de 1897 à 1932, Conseiller général de 1919 à 1932 et sénateur du Maine-et-Loire entre 1920 et 1932. Il a été secrétaire du Sénat de 1925 à 1928. 
Également écrivain et poète, il a parfois emprunté le pseudonyme de Pierre Cherré. 
Il est à l'origine, en 1908, de la race bovine Maine-Anjou (devenue Rouge des prés en 2003), et, à ce titre, devient membre de l'Académie d'Agriculture et président de l'association des agriculteurs. Cette race bovine fut l'effigie du Salon de l'agriculture 2008.

### Mariage et descendance
Il épouse à Paris le 24 février 1892 Louise d'Oilliamson (Saint Germain Langot, 4 septembre 1864 - 27 juillet 1952), fille d'Elie d'Oilliamson, marquis d'Oilliamson, et de Alix de Champagne Bouzey.
Ils eurent deux filles mortes sans postérité :
- Marie de Rougé (château des Rues, 19 janvier 1893 - château des Rues, 10 octobre 1908) ;
- Marthe de Rougé (château des Rues, 1er août 1898 - château des Rues, 10 septembre 1912).